# Altenberg an der Rax
Altenberg an der Rax là một đô thị thuộc huyện Mürzzuschlag bang Steiermark, nước Áo. Đô thị Altenberg an der Rax có diện tích 57,56 km², dân số thời điểm cuối năm 2008 là 782 người.